# Stari czał
Stari czał (bułg. Стари чал) – wieś w Bułgarii, w obwodzie Kyrdżali, w gminie Krumowgrad. W 2024 roku liczyła 61 mieszkańców.